# ایتون ویک
ایتون ویک (به انگلیسی: Eton Wick) یک روستا در بریتانیا است که در انگلستان واقع شده‌است.